# Émetteur de Montfaucon
L'émetteur de Montfaucon, situé dans le Doubs, à l'est de Besançon, est un site de diffusion couvrant principalement l'agglomération bisontine ainsi qu'une partie sud de la région Franche-Comté. Il est composé de 2 tours hertziennes hautes respectivement de 78 mètres et de 38 mètres. La plus grande comporte des émetteurs de télévision numérique, de radio FM et des relais pour la téléphonie mobile et des faisceaux hertziens. L'autre ne comporte que des relais FH. L'opérateur TDF est l'exploitant de ce site de diffusion.

## Télévision

### Télévision analogique
Depuis le 16 novembre 2010, l'émetteur de Montfaucon n'émet plus de chaînes en analogique hertzien.
| Chaîne                 | Canal | Puissance (PAR) |
| ---------------------- | ----- | --------------- |
| TF1                    | 29H   | 145 kW          |
| France 2               | 23H   | 145 kW          |
| France 3 Franche-Comté | 26H   | 145 kW          |
| Canal+                 | 8V    | 100 W           |
| M6                     | 37V   | 50 W            |

### Télévision numérique
L'émetteur de Vellerot-lès-Belvoir réémet les multiplex avec les mêmes fréquences que celui de Montfaucon.
| Multiplex | LCN              | Chaînes                                                                           | Canal | Puissance (PAR) | Diffuseur |
| --------- | ---------------- | --------------------------------------------------------------------------------- | ----- | --------------- | --------- |
| R1        | 2 3 14 27 32     | France 2 France 3 Franche-Comté France 4 France Info France 3 Belfort-Montbéliard | 43H,  | 25 kW           | TDF       |
| R2        | 8 15 16 17 18    | C8 BFM TV CNews CStar Gulli                                                       | 44H   | 25 kW           | Towercast |
| R3        | 4 26 41 42 43 45 | Canal+ LCI Paris Première Canal+ Sport Canal+ Cinéma(s) Planète+                  | 32H   | 25 kW           | Towercast |
| R4        | 5 6 7 9 22       | France 5 M6 Arte W9 6ter                                                          | 23H   | 25 kW           | Towercast |
| R6        | 1 10 11 12 13    | TF1 TMC TFX NRJ 12 LCP                                                            | 47H   | 25 kW           | Towercast |
| R7        | 20 21 23 24 25   | TF1 Séries Films L'Équipe RMC Story RMC Découverte Chérie 25                      | 26H   | 25 kW           | Towercast |
| R9        | 52 53            | France 2 UHD France 3 UHD                                                         | 42H   | 25 kW           | Towercast |

## Radio
L'émetteur de Montfaucon émet 4 radios publiques, dont la station locale qui couvre une partie de la région.
| Fréquence | Radio                | Puissance | RDS (PS) |
| --------- | -------------------- | --------- | -------- |
| 89.3      | France Culture       | 10 kW     | _CULTURE |
| 95.0      | France Musique       | 10 kW     | MUSIQUE_ |
| 98.7      | France Inter         | 10 kW     | __INTER_ |
| 102.8     | France Bleu Besançon | 10 kW     | BLEUBESA |

## Téléphonie mobile
Informations provenant du site web Cartoradio, un site de l'Agence Nationale des Fréquences.
| Opérateur        | 2G  | 3G  | 4G  | FH  |
| ---------------- | --- | --- | --- | --- |
| Orange           | Oui | Oui | Oui | Oui |
| SFR              | Oui | Oui | Oui | Oui |
| Bouygues Telecom | Oui | Oui | Oui | Oui |
| Free             | Non | Oui | Oui | Oui |

## Autres transmissions
D'après Cartoradio, un service de l'ANFR (Agence nationale des fréquences), le site d'émission de Montfaucon émet des faisceaux hertziens pour les opérateurs de téléphonie mobile mais aussi pour d'autres opérateurs (liaisons en haut débit par exemple). La liste de ces opérateurs émettant depuis le site de Montfaucon est la suivante.

### Tour hertzienne de 78 mètres
- TDF
- Towercast

### Tour hertzienne de 38 mètres
- RLAN[8]

## Photographies du site
- Sur tvignaud (consulté le 20 avril 2017).